# Félix Faure
Félix François Faure (ur. 30 stycznia 1841 w Paryżu, zm. 16 lutego 1899 tamże) – prezydent Francji w latach 1895–1899.
Karierę zaczął w roku 1870, kiedy z polecenia Gambetty kupował broń i amunicję w Anglii, następnie został prezydentem Izby Handlowej w Hawrze. Od 1893 roku był ministrem marynarki, pracując jako rzecznik francuskiej ekspansji kolonialnej. Następnie został prezydentem kraju. Utożsamiał się z prawicą.
Powszechnie uważano go za nijakiego i bezbarwnego prezydenta. Po jego śmierci francuskie gazety pisały nawet, że „życie miał wprawdzie bezbarwne, ale jaką piękną śmierć”. Wokół niej właśnie narosło wiele teorii, wspólnym ich motywem jest zgon w objęciach kochanki. Najprawdopodobniej była nią Marguerite Steinheil, z którą miał romans od ponad 2 lat przed śmiercią. Na motywach tej historii w roku 2009 powstał film telewizyjny Kochanka prezydenta („La maitresse du président”) w reżyserii Jean-Pierre Sinapi, z Didier Bezace w roli prezydenta Faure i Cristianą Reali w roli Marguerite Steinheil.
Na jego kadencję przypadła kulminacja tzw. afery Dreyfusa.
Faure był wysokiej rangi członkiem loży wolnomularskiej.

## Odznaczenia
- Wielki Mistrz Orderu Legii Honorowej
- Krzyż Wielki Orderu Kambodży
- Krzyż Wielki Orderu Smoka Annamu
- Krzyż Wielki Orderu Sławy
- Krzyż Wielki Orderu św. Anny
- Krzyż Wielki Orderu Leopolda
- Krzyż Wielki Orderu Zbawiciela
- Krzyż Wielki Orderu Wieży i Miecza
- Krzyż Wielki Orderu Gwiazdy
- Krzyż Komandorski Orderu Róży